# Maciej Świątkowski
Maciej Świątkowski (ur. 16 marca 1950 w Bydgoszczy) – polski lekarz, polityk i samorządowiec, profesor nauk medycznych, wykładowca Collegium Medicum UMK w Bydgoszczy, w latach 1997–2001 senator IV kadencji, w latach 2005–2007 poseł na Sejm V kadencji.

## Życiorys

### Wykształcenie i praca zawodowa
Studia medyczne ukończył z wyróżnieniem na Wydziale Lekarskim Akademii Medycznej w Gdańsku w 1974.
Posiada stopień doktora habilitowanego nauk medycznych. Jest profesorem nadzwyczajnym UMK. Wykłada na Collegium Medicum UMK w Bydgoszczy, będąc jednocześnie kierownikiem Katedry i Kliniki Gastroenterologii, Chorób Naczyń i Chorób Wewnętrznych.
W 2008 otrzymał tytuł naukowy profesora nauk medycznych.

### Działalność polityczna
W latach 1991–1998 był radnym i przewodniczącym Komisji Zdrowia Rady Miasta Bydgoszczy.
W wyborach parlamentarnych w 1997 uzyskał mandat senatora IV kadencji Senatu z ramienia Akcji Wyborczej Solidarność. W Senacie przewodniczył Komisji Zdrowia, Kultury Fizycznej i Sportu. W wyborach w 2001 bez powodzenia ubiegał się o reelekcję z ramienia Bloku Senat 2001. Należał do Ruchu Społecznego, następnie przystąpił do Platformy Obywatelskiej.
W wyborach samorządowych w 2002 został radnym Sejmiku Województwa Kujawsko-Pomorskiego. W wyborach parlamentarnych w 2005 z powodzeniem kandydował do Sejmu V kadencji z listy Platformy Obywatelskiej w okręgu bydgoskim. W 2007 zrezygnował z ubiegania się reelekcję. W 2010 ponownie został radnym sejmiku. W 2014 nie uzyskał reelekcji, w 2015 powrócił jednak do sejmiku w miejsce Zbigniewa Pawłowicza. W 2018 i 2024 ponownie wybierany na radnego Bydgoszczy.
Objął także funkcję prezesa uczniowskiego klubu sportowego, zajmującego się szkoleniem ponad 100 dzieci w piłce nożnej.

## Odznaczenia
Odznaczony Złotym Krzyżem Zasługi (w 2002) i Złotą Odznaką „Zasłużony Działacz Kultury Fizycznej”.

## Życie prywatne
Żonaty (żona Małgorzata, lekarką). Ma dwie córki: Agnieszkę i Katarzynę.